# Friedrich Dotzauer

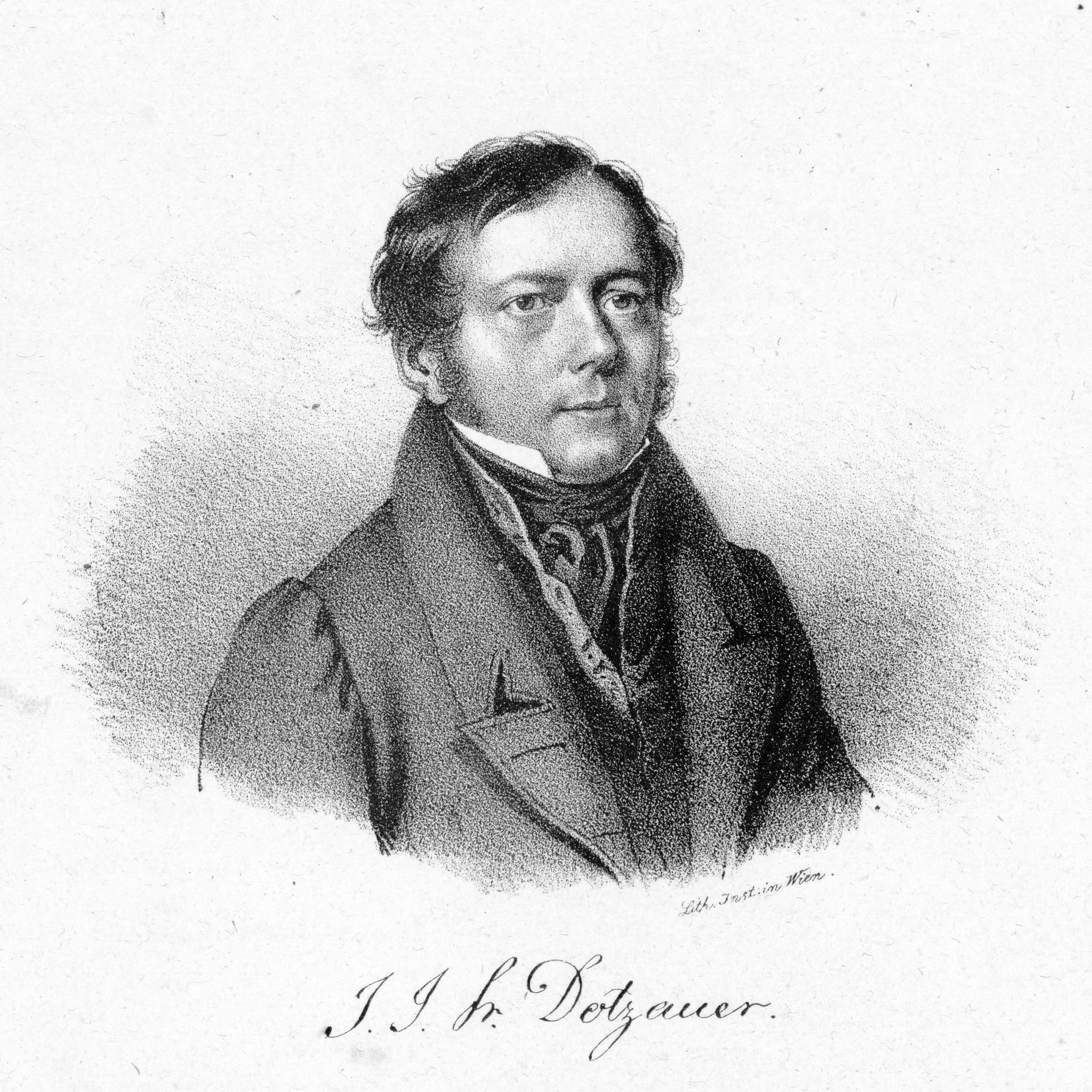
Friedrich Dotzauer, Lithographie von Josef Kriehuber

Justus Johann Friedrich Dotzauer (* 20. Januar 1783 in Häselrieth bei Hildburghausen; † 6. März 1860 in Dresden) war ein deutscher Cellist und Komponist.

## Leben
Dotzauer war Sohn des Pfarrers Justus Johann Georg Dotzauer (1737–1818) und seiner Frau Elisabetha Margaretha Großmann (1755–1845) und Enkel des Orgelbauers Johann Christian Dotzauer. Er erlernte mehrere Instrumente, darunter Klavier, Violine, Kontrabass, Horn und Klarinette. Musiktheoretischen Unterricht erhielt Friedrich Dotzauer vom örtlichen Kirchenorganisten namens Ruttinger, einem Bekannten von Johann Sebastian Bach. Erste Übungen auf dem Violoncello machte Dotzauer unter der Anleitung des Hoftrompeters.
Um seine Ausbildung auf dem Violoncello zu vertiefen, nahm Dotzauer von 1799 bis 1801 in Meiningen Unterricht bei Johann Jacob Kriegk (1750–1814), einem Schüler von Jean-Louis Duport. Anschließend nahm er eine Stelle in der Kapelle Meiningen an. Im Jahre 1805 wechselte Dotzauer zum Leipziger Gewandhausorchester, in dem er bis 1811 Violoncello spielte. Er gehörte zur Erstbesetzung des 1808 gegründeten Gewandhausquartetts. 1806 besuchte Friedrich Dotzauer Berlin, wo er Bernhard Romberg traf und mit ihm seine Studien auf dem Violoncello vertiefte.
Im Jahre 1811 erhielt Dotzauer eine angesehene Stelle am Dresdner Hoforchester, bei dem er bis zu seiner Pensionierung 1850 blieb. Zusätzlich zu seinem Jahresverdienst von etwa 500 Reichstalern verdiente er sich mit der Publikation von Kompositionen jährlich nochmals etwa 200 Taler dazu, um seine vierköpfige Familie zu unterhalten. Ab 1821 hatte er zudem den Posten des Ersten Solocellisten des Orchesters inne. Auf seinen Reisen konzertierte Dotzauer an vielen bedeutenden Orten in Deutschland sowie in den Niederlanden. Am 7. Dezember 1811 wurde in Dresden Friedrich Dotzauers zweiter Sohn Carl Ludwig geboren, der unter der Anleitung seines Vaters ebenfalls das Spiel auf dem Violoncello erlernte und eine Stelle bei der Hofkapelle Kassel erhielt. Weitere bedeutende Schüler Friedrich Dotzauers waren Antonia Pechwell, Friedrich August Kummer, Karl Schuberth, Karl Drechsler und Carl Ludwig Voigt.
Als Solocellist des Hoforchesters in Dresden stieg Friedrich Dotzauer zu einem angesehenen Musiker seiner Zeit auf und unternahm Konzertreisen durch Deutschland und die Niederlande. Während die meisten seiner zahlreichen Kompositionen in Vergessenheit gerieten, sind Dotzauers Lehrstücke und Etüden für den Unterricht auf dem Violoncello noch von großer Bedeutung.
Nach zehn Jahren im Ruhestand starb Friedrich Dotzauer im Alter von 77 Jahren am 6. März 1860 in Dresden.

## Werke
Neben seinem Spiel auf dem Violoncello galt Friedrich Dotzauer als gut ausgebildeter Komponist. Er schrieb viele Werke verschiedener Genres, darunter eine Oper, Ouvertüren, Sinfonien, eine Messe und mehrere Kammermusikstücke. Während diese Werke weitgehend in Vergessenheit geraten sind, konnten seine Kompositionen für Violoncello ihre Popularität erhalten. Diese Arbeiten bestehen aus neun Konzerten, drei Concertinos, zwei Sonaten mit Kontrabassbegleitung, Variationen, Divertissements, Potpourris und einer großen Zahl von Duetten. Immer noch werden einige dieser Werke für den Unterricht auf dem Violoncello genutzt.
Für die Ausbildung auf dem Violoncello sind vor allem Dotzauers Lehrwerke noch heute von Bedeutung. Zu diesen gehören zwei Celloschulen, von denen die erste bei Schott in Mainz und die zweite für den Anfangsunterricht bei Haslinger in Wien erschien. Weiterhin zählen verschiedenen Etüden zu Dotzauers Lehrwerk, darunter die 18 exercices ďune difficulté progressive pour le Violoncelle seul op. 120 für Anfänger und die 24 täglichen Studien zur Erlangung der Virtuosität op. 155b. Letztere werden häufig als die besten Lehrstücke Dotzauers genannt. Außerdem veröffentlichte Friedrich Dotzauer die Schule des Flageolettton op. 147.